# HOMR
"HOMЯ" är avsnitt nio från säsong 12 av Simpsons. Avsnittet sändes 7 januari 2001. Avsnittet var det sista som producerades för den föregående säsongen. I avsnittet upptäcker man orsaken till Homer Simpsons låga IQ; han har en krita i sin hjärna. Han bestämmer sig för att ta bort kritan för att öka sitt IQ, men upptäcker att de som är smarta inte alltid är gladast. Avsnittet skrevs av Al Jean och regisserades av Mike B. Anderson. Avsnittet vann en Emmy Award för "Programming less than One Hour" och nominerades till en Annie Award.

## Handling
Familjen Simpson besöker Sick, Twisted, F***ed-Up Animation Festival, där Homer blir intresserad av företaget Animotion, ett företag som använder motion capture-teknologin till att göra så att tecknade figurer härmar mänskliga beteenden. Efter att han själv testat deras tjänst så satsar han hela sin livsbesparingar i företaget. Två dagar senare går företaget i konkurs. Homer försöker då pigga upp sig genom att besöka Moe's Tavern, där Barney föreslår att han ska bli mänsklig försöksperson.
Homer besöker då ett medicinskt testcenter där forskarna börjar fungera över Homers dumhet och upptäcker att han har en krita i huvudet vilket han fick under sin barndom då han testade hur många kritor han kunde stoppa in i sin näsa. Homer blir erbjuden av forskarna att ta bort kritan vilket han accepterar.
Efter en lyckad operation ökar hans IQ från 55 till 105, och blir god vän med sin smartare dotter, Lisa. Homer upptäcker att hans nya IQ ger honom fiender och han blir utstött, främst efter att han gjort sig själv och alla sina arbetskamrater avskedade. När Homer senare passerar Moe's Tavern och ser att de eldar upp en docka föreställande honom förstår att han intelligenta personer inte hör hemma bland vanliga folk och vill ta tillbaka sin krita i hjärnan. Han söker upp forskarna som skickar vidare honom till Moe Szyslak som utför operationen vilket återställer hans IQ till 55.
Under tiden målar en Lisa en teckning föreställande honom och henne. Hon upptäcker att Homer tagit en av hennes kritor och inser vad han kommer att göra. Då Homer kommer hem efter den lyckande operationen blir Lisa ledsen över vad Homer gjort men hittar en lapp som han skrev före operationen där han förklarade att han väljer den fegas väg och under tiden han var smart insåg han hur det är att vara som Lisa och att hon är unik. Vilket gör att Lisa accepterar att han återställde sin IQ.

## Produktion
Avsnittet skrevs av Al Jean och regisserades av Mike B. Anderson. Jean baserade historien på Experimentet med Charlie. Mike B. Anderson regisserade den största delen av avsnittet medan Paul Weed tog hand om delen med "Gravey and Jobriath" som animerades av The Keyono Brothers genom att använda stop motion animation. Den del där Homer blir försöksperson bygger på erfarenheter från författarnas tid i college när de testade produkter för pengar.

## Kulturella referenser
Avsnittet är baserat på Experimentet med Charlie som Al Jean läste i bokversion under årskurs åtta. Animerings festivalen är en parodi på Spike and Mike's Festival of Animation. Familjen Flinta refereras två gånger i episoden, cigarettreklamen med Itchy & Scratchy är en parodi på en reklamfilm med Familjen Flinta och rollfiguren Ozmodiar är en parodi på Den store Gazoo. Scenen där Homer passerar platser med neonljus för ointelligenta människor är en referens till Förspillda dagar. När Homer skriver sin säkerhetsrapporten nynnar han på Allegro Moderato från Brandenburgkonserterna No. 3, by Johann Sebastian Bach. Philip J. Fry från Futurama medverkar i avsnittet också, i soffskämtet.

## Mottagande
Nancy Basile på about.com har sagt att detta är ett avsnitt som "Måste ses på TV". Colin Jacobson har sagt att har du 105 i IQ blir är ett geni i Springfield. Avsnittet är på plats 18 på listan över de 20 bästa avsnitt från Simpsons enligt America Online.
Serien vann en Primetime Emmy Award för "Outstanding Animated Program (for Programming Less Than One Hour)", vilket gör avsnittet till den elfte utmärkelsen för serien. Avsnittet nominerades till en Annie Award för "Outstanding Writing in an Animated Television Production" men förlorade till Futurama och avsnittet The Luck of the Fryrish.